# Uperoleia arenicola
Uperoleia arenicola är en groddjursart som beskrevs av Tyler, Davies och Martin 1981. Uperoleia arenicola ingår i släktet Uperoleia och familjen Myobatrachidae. IUCN kategoriserar arten globalt som otillräckligt studerad. Inga underarter finns listade i Catalogue of Life.